# Jakob Salomon Bartholdy
Jakob Salomon Bartholdy (Berlin, 1779. május 13. – Róma, 1825. július 27.) porosz diplomata, Felix Mendelssohn Bartholdy nagybátyja.

## Élete
Zsidó szülők gyermeke. 1801-től Párizsban élt és nagy utazásokat tett Olasz- és Görögországban (Bruchstücke zur näheren Kenntniss des heutigen Griechenland, Berlin, 1805). Ez évben protestáns vallásra tért és felcserélte a Salomon nevet a Bartholdy névvel. 1809-ben a bécsi népfelkelők soraiban harcolt Napóleon ellen. (Der Krieg der Tiroler Landleute im Jahre 1809, Berlin, 1814.) 1813-ban Hardenberg irodájában dolgozott, 1814-ben Párizsba kísérte a szövetséges hadakat és részt vett a bécsi kongresszuson. 1815-ben Londonban ismerkedett meg Consalvi bíbornokkal, akinek életét megírta 1815-ben (Züge aus dem Leben des Cardinals Consalvi Stuttgart) 1815-ben porosz nagykövet lett Rómában, 1818-ban részt vett az aacheni kongresszuson és a toszkánai udvarhoz titkos követségi tanácsossá nevezték ki. Nyugdíjaztatása után nemsokára meghalt. Nagy műbarát és kitűnő műértő volt. Régiséggyűjteményét a berlini múzeum szerezte meg. Rómában a Palazzo Zuccari (Casa Bartholdy), melyet Peter von Cornelius, Johann Friedrich Overbeck, Friedrich Wilhelm von Schadow és Philipp Veit freskói díszítenek, 1884-től a jezsuiták birtokában van.